# António Dias de Cardoso (conquistador)
António Dias de Cardoso ou Antonio Díaz de Cardoso (1495, Santa Comba Dão, Portugal -1573,Santafe de Bogotá) foi um conquistador português que participou da conquista espanhola do povo Chibchas, povo indígena da Colômbia.
António Dias de Cardoso é mencionado como Cardosso nas primeiras crônicas da conquista espanhola, obra de autoria incerta; Epítome da conquista do Novo Reino de Granada.

## Biografia

### Nascimento e nome
António Dias de Cardoso, cujos sobrenomes são alternativamente escritos Díaz Cardoso, Díaz de Cardozo ou Díaz Cardozo, nasceu em Santa Comba no Reino de Portugal. Seus pais eram Diego Dias e Marquesa Cardoso.[carece de fontes?]

### Expedição

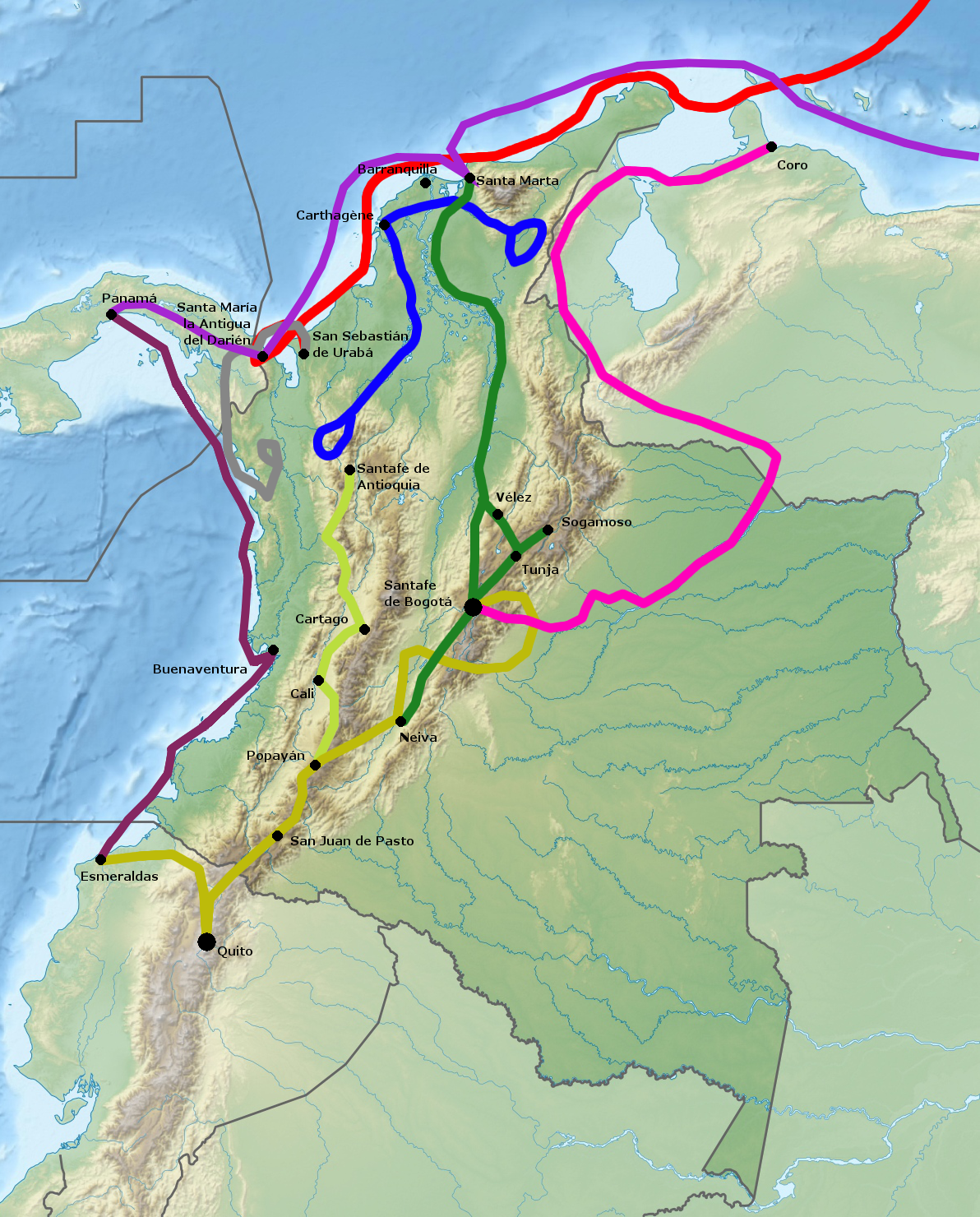
António Dias de Cardoso foi um dos três capitães dum Bergantim da expedição pela rota verde de Santa Marta à Confederação Chibchas

Dias de Cardoso juntou-se à expedição em busca de El Dorado, viagem liderada por Gonzalo Jiménez de Quesada que partiu de Santa Marta, na Colômbia em abril de 1536. António Dias de Cardoso foi um dos três capitães de de Quesada. Comandou um dos três barcos que subiram o rio Magdalena; os outros capitães eram Gómez del Corral e Juan de Albarracín.
De La Tora, atual Barrancabermeja, de Quesada enviou tropas à frente para reconhecer eventuais rotas para aceder aos Andes. Dias de Cardoso e de Albarracín encontraram indígenas a consumir Sal-gema de alta qualidade, que levariam os conquistadores ao longo do Camiño da la Sal ("Rota do Sal") até à Confederação Chibchas.

### Prefeituras
Dias de Cardoso recebeu a encomienda (prefeitura) de Suba, e governou entre 900 e 1000 Chibchas.
António Dias de Cardoso foi três vezes encomendero (prefeito) de Santa Fé de Bogotá; de 1540 a 1541 entre os mandatos de Juan Arévalo e Juan Tafur, entre 1562 e 1563 sucedendo a Juan de Rivera e precedendo Alonso de Olaya e de 1567 a 1568 como sucessor de Antón de Olaya e sucedido por Gonzalo de Ledesma.

### Vida pessoal
Dias de Cardoso foi casado com Felipa Almeida,  ou Felipa de Almeyda Cabral,  e o casal teve duas filhas, Marquesa e Isabel Cardozo Almeyda, que se casou com os dois filhos de Luis Fernández de Acosta.[carece de fontes?]